# Independence Park
Independence Park, även kallad för Jamaicas nationalstadion, är en multifunktionsarena belägen i Jamaicas huvudstad Kingston. Arenan byggdes inför Brittiska samväldesspelen 1966 och invigdes 1962. Arenan har en kapacitet för 35 000 åskådare och är nationalarena åt Jamaicas herrlandslag i fotboll.
Arenan har förutom en fotbollsplan, friidrottsanläggning, två basketplaner, simbassäng, simhoppsbassäng, en inomhusarena för bland annat bordtennis och netball samt en mässhall.